# The Halo Effect
The Halo Effect švedski je sastav melodičnog death metala koji su 2021. osnovali bivši članovi sastava In Flames. Prvi singl "Shadowminds" objavljen je 9. studenoga 2021. godine.

## Članovi sastava
Sadašnji članovi
- Peter Iwers – bas-gitara (2021. – danas)
- Daniel Svensson – bubnjevi (2021. – danas)
- Jesper Strömblad – gitara (2021. – danas)
- Niclas Engelin – gitara (2021. – danas)
- Mikael Stanne – vokal (2021. – danas)

## Diskografija
Studijski albumi
- Days of the Lost (2022.)

Singlovi
- Shadowminds (2021.)
- Feel What I Believe (2022.)
- Days of the Lost (2022.)
- The Needless End (2022.)